# Bojanci (Słowenia)
Bojanci – wieś w Słowenii, w gminie Črnomelj. W 2018 roku liczyła 85 mieszkańców.